# Hydraena filum
Hydraena filum är en skalbaggsart som beskrevs av Sahlberg 1908. Hydraena filum ingår i släktet Hydraena och familjen vattenbrynsbaggar. Inga underarter finns listade i Catalogue of Life.